# Ribeirão Corrente
Ribeirão Corrente é um município brasileiro do estado de São Paulo. Sua população estimada em 2024 era de 4.706 habitantes.

## História

### Formação territorial-administrativa
Histórico da formação do município:
- Distrito de Ribeirão Corrente criado no município de Franca pela Lei nº 1.218, de 24/11/1910.
- Município criado pela Lei nº 8.092, de 28/12/1964.

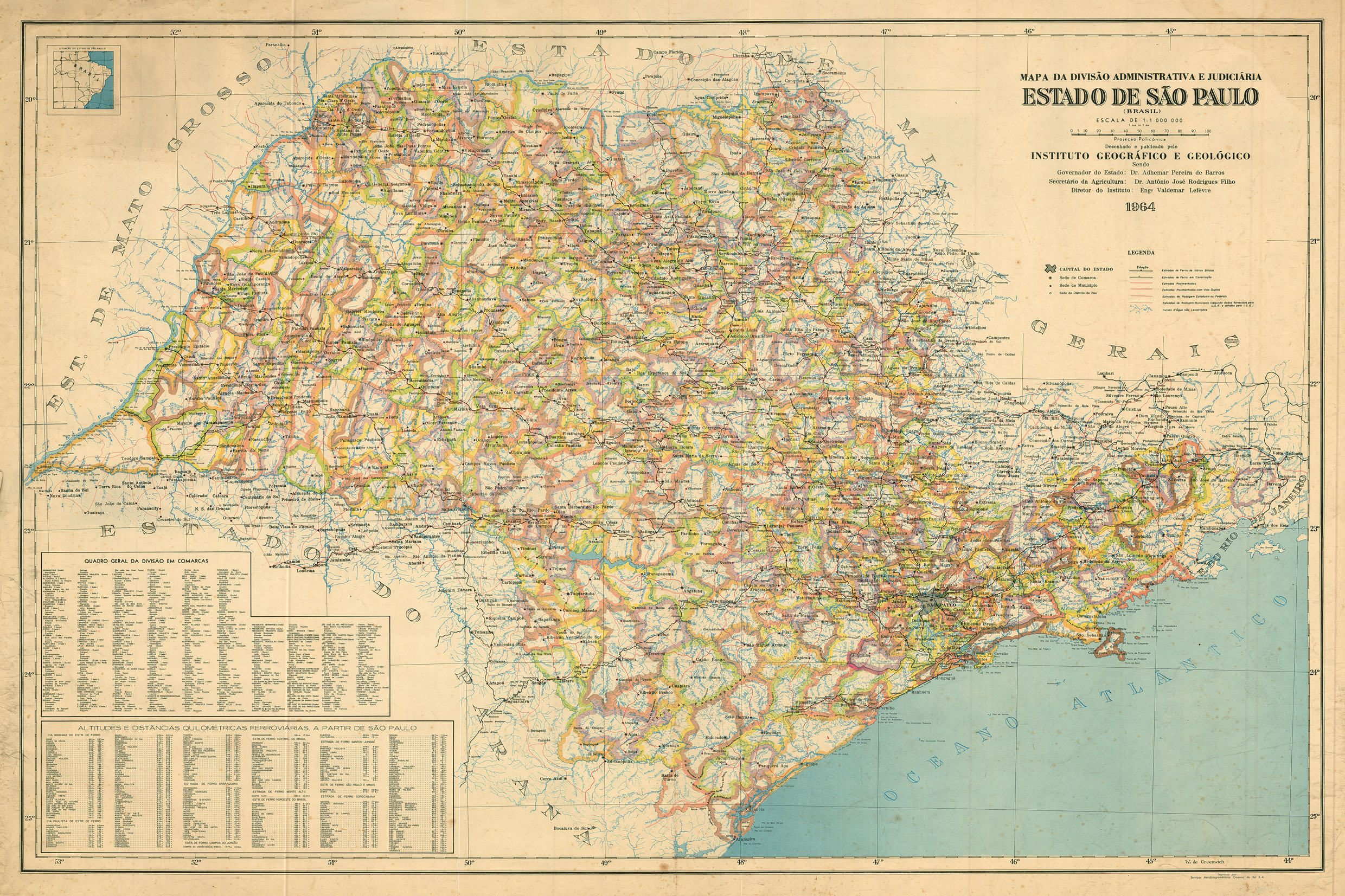
Estado de São Paulo (1964).

## Geografia
Localiza-se a uma latitude 20º27'25" sul e a uma longitude 47º35'25" oeste, estando a uma altitude de 855 metros. Possui uma área de 148,456 km².

### Rodovias
- SP-334
- SP-330

## Demografia

### População
| Crescimento populacional                             | Crescimento populacional | Crescimento populacional | Crescimento populacional |
| Ano                                                  | População Total          |                          | %±                       |
| ---------------------------------------------------- | ------------------------ | ------------------------ | ------------------------ |
| 1970                                                 | 2 193                    |                          | —                        |
| 1980                                                 | 2 741                    |                          | 25,0%                    |
| 1991                                                 | 3 229                    |                          | 17,8%                    |
| 2000                                                 | 3 881                    |                          | 20,2%                    |
| 2010                                                 | 4 273                    |                          | 10,1%                    |
| 2022                                                 | 4 608                    |                          | 7,8%                     |
| Est. 2024                                            | 4 706                    | [ 7 ]                    | 2,1%                     |
| Fontes: Censos Demográficos IBGE e Estimativas SEADE |                          |                          |                          |

### Dados demográficos
Dados do Censo - 2000
População total: 3.881
- Urbana: 2.939
- Rural: 942
  - Homens: 2.061
  - Mulheres: 1.820

Densidade demográfica (hab./km²): 26,13
Mortalidade infantil até 1 ano (por mil): 17,51
Expectativa de vida (anos): 70,36
Taxa de fecundidade (filhos por mulher): 2,99
Taxa de alfabetização: 86,69%
Índice de Desenvolvimento Humano (IDH-M): 0,751
- IDH-M Renda: 0,659
- IDH-M Longevidade: 0,756
- IDH-M Educação: 0,837

(Fonte: IPEADATA)

## Infraestrutura

### Comunicações
O sistema de telefones automáticos foi inaugurado na cidade pela Companhia de Telecomunicações do Brasil Central (CTBC), que também implantou o sistema de discagem direta à distância (DDD) em 1993 com o código de área (016). Ribeirão Corrente foi o último dos então 572 municípios paulistas a receber o sistema DDD.

## Religião
O Cristianismo se faz presente na cidade da seguinte forma:

### Igreja Católica
| Diocese           | Paróquia   |
| ----------------- | ---------- |
| Diocese de Franca | Santa Cruz |

A Paróquia de Santa Cruz foi criada no ano de 2011.

### Igrejas Evangélicas
Entre as igrejas protestantes históricas, pentecostais e neopentecostais, encontram-se na cidade:
- Assembleia de Deus Ministério do Belém.[18][19]
- Congregação Cristã no Brasil.[20]